# Minecraftサーバー
Minecraftサーバー（マインクラフトサーバー、英: Minecraft server）は、プレイヤーもしくは企業などの団体によって運営されるMinecraft向けのマルチプレイヤーゲームサーバーである。この「サーバー」という用語は、単一の機械ではなく、接続されたサーバーのネットワークを指すことが多い。プレイヤーは、Mojangが提供するソフトウェアを使用してコンピュータにサーバーをセットアップするか、ホスティングサービスを使用して、稼働時間が保証された専用機器でサーバーを実行することで、自分のサーバーを立ち上げることができる。最大のサーバーは、ミニゲームサーバーのHypixelであると広く認められている。
Minecraftのマルチプレイヤーサーバーは、時刻の設定、プレイヤーのテレポート、ワールドスポーンの設定などのサーバーコマンドにアクセスできるサーバーオペレーターによって制御される。サーバー所有者（またはライブサーバーファイルにアクセスできるユーザー）は、プラグインを設定およびインストールしてサーバーの構造を変更すること、コマンドやその他の機能を追加すること、ゲームサーバーへのアクセス許可に関するユーザー名とIPアドレスの制限を設定することもできる。
マルチプレイヤーサーバーには幅広いアクティビティがあり、一部のサーバーには独自の設定やルール、慣習がある。プレイヤー対プレイヤー（PvP）を有効にすると、プレイヤー間で戦闘を行うことができる。カスタムプラグインやMODをサーバーで使用すると、ゲームのバニラ形式では通常不可能な動作が可能になる。また、サーバーのソフトウェアを変更するプラグインで、ゲームのJava版とBedrock版の間でのクロスプレイを可能にしているサーバーも存在する。

## 歴史
Minecraftにマルチプレイヤー機能が最初に実装されたのは、未だバージョンがClassicだった2009年5月31日である。最も古いサーバーマップは「Freedonia」で、MinecraftOnlineサーバー上に存在したものである。このサーバーとマップは、Minecraftのマルチプレイヤー機能が2010年8月4日にリリースされて一時間以内に作成された。
2013年、MojangはMinecraft Realmsを発表した。Minecraft Realmsは、プレイヤーが自分でサーバーを立てることなく、簡単かつ安全にサーバーを実行できるようにすることを目的としたサーバーホスティングサービスである。通常のサーバーとは異なり、招待されたプレイヤーだけがRealmsサーバーに参加することができ、これらのサーバーはIPアドレスを使用しない。Electronic Entertainment Expo 2016において、2016年6月からMinecraftがRealmsによりWindows 10、iOS、Android間のクロスプラットフォームプレイをサポートすること、ほかのプラットフォームも今後二年間でリリースされる予定であることが発表された。
2014年6月、Mojangは、多くのプレイヤーがゲームをプレイする上で不公平が生じるかもしれないと考えるアイテム課金、例えば有料アイテムをサーバーが販売することを防ぐため、PC版MinecraftにEULAを施行し始め、サーバーは外観を変更できるアイテム（コスメティックアイテム）を販売することだけを許可するとした。これにより、多くのサーバーがプレイヤーからの収益を受け取れなくなったため、ゲームサーバーの費用を賄えなくなり、閉鎖された。
2017年9月20日、Bedrock版がベースとなっているエディションに向けて「Better Together Update」がリリースされ、マルチプレイヤーサーバーとともに、「Mineplex」「Lifeboat」「CubeCraft」「Mineville City」「Pixel Paradise」「The Hive」の6つの公式特集サーバーが追加された。
2022年7月27日、1.19アップデート「The Wild Update」の一部として、プレイヤーの報告機能が追加された。これにより、プレイヤーは他のプレイヤーにより送信された不適切なチャットメッセージを報告できるようになり、マイクロソフトのコミュニティ基準に違反したプレイヤーはマルチプレイヤーサービス全体から追放される可能性が生じるようになった。
2023年11月7日、Mojang StudiosはGamerSaferと協力してMinecraftの公式サーバーリストを公開した。

## サーバー管理
運営するMinecraftサーバーのジャンルによっては、サーバー内の監視に多くの時間が必要となる場合がある。いくつかの大規模サーバーでは開発者、管理者、アーティストなどのスタッフを雇いサーバー管理を行っている。例えば2014年の時点では、Shotbowのサーバーでは3人の常勤従業員と5人のパートタイム従業員を雇っていた。サーバーの所有者であるMatt Sundbergによると、「大規模なサーバーネットワークの運用は信じられないほど費用がかかり、非常に時間がかかる。」と述べている。また、MCGamerの創設者であるChad Dunbarによると、「1000人以上のプレイヤーが同時にプレイするサーバーを運営するには莫大なコストがかかる」と述べ、これには、サーバー管理費用には給与の負担、ハードウェア費、帯域幅費、DDoS防御が含まれるためであり、毎月の出費は数千ドルになることもある。またDunbarは、毎日5万人以上のプレイヤーを抱えるMCGamerの出費は、毎月「5桁台に乗ることもある」とも述べている。実際、2015年の時点で最大のサーバーであるHypixelの経費は、月10万ドル近くであった。多くの大規模なサーバーでは、その経費を支払うためにゲーム内ランク、外観を変更できるアイテム、特定のミニゲームやゲームモードへのパス等を販売している。

## 技術的側面
Java版では、Mojangはサーバー運営者にサーバーを運営するための公式jarをリリースしている。サードパーティ用のサーバーjarも存在し、通常は公式サーバーソフトウェアよりも効率的にリソースを活用している。しかし、Minecraftサーバーはシングルコアでの実行に制限されているため、プレイヤー数が多い場合は非効率的である。

## 著名なサーバー
最も人気のあるJava EditionサーバーはHypixelであり、2013年4月に公開され、ユニークプレイヤー数が2000万人を超えている。2012年12月にJava Edition、2018年にBedrock Editionで公開されたCubeCraft Gamesは、2021年にユニークプレイヤー数が3000万人を超え、ピーク時の同時接続者数は57,000人を超えた。その他の人気のあるサーバーには、2012年4月に公開され、ユニークプレイヤー数が350万人を超えるMCGamer、2013年4月に公開され、ユニークプレイヤー数が100万人を超えるWynncraft、2011年に公開され、ユニークプレイヤー数が100万人を超えるEmenbeeなどがある。2014年にはPolygonが、Mineplex、Hypixel、Shotbow、The Hiveなどのサーバーは「ユニークユーザー数が毎月100万人を超える」と報じた。

### 一覧
Mojangの特集サーバー
| 名称                   | 開始日                              | 詳細 | 出典                                                                  |
| ---------------------- | ----------------------------------- | --- | --------------------------------------------------------------------- |
| 2b2t                   | 2010年12月                          | 最も古いアナーキーサーバーである。公式に定められたルールはなく、ゲーム内でチートや卑猥な言葉の使用が許可されている。このマップは、Minecraftで最も長く稼働しているサーバーマップの1つである。 | [ 25 ] [ 26 ] [ 27 ]                                                  |
| Autcraft               | 2013年                              | 自閉症の子供たちの安全な避難場所となることを目指している。 | [ 28 ]                                                                |
| Build the Earth        | 2020年3月21日                       | 人工構造物を含めた地球を1:1スケールで再現することに特化している。 | [ 29 ] [ 30 ] [ 31 ]                                                  |
| CubeCraft Games        | 2012年12月21日                      | 2012年にJava版で公開され、EggWars（MoneyWars）、SkyWars、Lucky Islandsなどのミニゲームがある。CubeCraftは、Mojangの特集Minecraftサーバーとして2018年にBedrock版で公開された。 | [ 32 ] [ 33 ] [ 34 ] [ 35 ] [ 20 ]                                    |
| Digital Jesuit         | 2019年11月                          | カトリックの司祭ロバート・バレサーによって、害の少ないゲーム体験を目的として組織化された非宗教的なMinecraftサーバーとして作成された。 | [ 36 ] [ 37 ] [ 38 ] [ 39 ]                                           |
| Dream SMP              | 2020年4月24日（閉鎖:2023年4月9日）  | YouTuberのDreamが所有し、多くの著名なMinecraftコンテンツクリエイターがプレイする非公開のサバイバルマルチプレイヤーサーバーである。プレイヤーは派閥に分かれており、ロールプレイが中心で、YouTubeとTwitchでライブ配信されている。 | [ 40 ] [ 41 ]                                                         |
| Hermitcraft            | 2012年4月                           | 招待制の非公開サーバーであり、最もよく知られているサーバーの1つである。メンバーは「hermits（隠者）」と呼ばれ、YouTubeやTwitchを中心にさまざまなプラットフォームでコンテンツを作成している。Hermitcraftは、過去にさまざまなイベントでMojangから取り上げられてきた。このサーバーは、SOS Africa、Gamers Outreach Foundation、Make a Wish Foundationなどのさまざまな慈善団体と協力していることでも知られている。 | [ 42 ] [ 43 ] [ 44 ] [ 45 ] [ 46 ]                                    |
| The Hive               | 2013年2月24日                       | 2012年に作成されたミニゲームサーバーである。元々はJava版サーバーであったが、2021年4月15日にJava版サーバーが閉鎖されてからは、Bedrock版専用となった。 | [ 47 ] [ 48 ] [ 49 ]                                                  |
| Hypixel                | 2013年4月13日                       | Simon Collins-Laflamme と Philippe Touchette によって設立されたMinecraftで最も人気のあるサーバーで、多くのゲームモードがある。 | [ 11 ]                                                                |
| MinecraftOnline        | 2010年8月4日                        | 2010年8月に作成され、2日間のテスト後に公開された。MinecraftOnlineは、リセットされたことのない最も古い稼働中のサーバーマップを含む、最も古いサバイバルサーバーである。MinecraftOnline、Novylen、またはnerd.nuのどれが最古のMinecraftサーバーと見なされるべきかについては、情報源によって意見が分かれている。                                                                                                  | [ 50 ]                                                                |
| Mineplex               | 2013年1月24日（閉鎖:2023年5月16日） | ミニゲームサーバー。2015年には、当時最も人気のあるMinecraftサーバーとしてギネス世界記録に認定された。 | [ 49 ] [ 51 ] [ 52 ] [ 53 ] [ 54 ] [ 55 ] [ 56 ]                      |
| Minehut                | 2014年11月28日                      | プレイヤーが独自のサーバーを作成し、そのサーバーを多くのプレイヤーに宣伝できるMinecraftサーバーネットワークである。Minehutは、公式Minecraftサーバーリストも作成したGamerSaferが所有している。 | [ 57 ]                                                                |
| nerd.nu                | 2009年6月                           | 最も古い2つのMinecraftサーバーのうちの1つ。マップは少なくとも26回変更されており、nerd.nuとMinecraftOnlineのどちらが古いサーバーであるかについては情報源が矛盾しているため、コミュニティ内で大きな論争を引き起こしている。 |                                                                       |
| The Uncensored Library | 2020年3月12日                       | 国境なき記者団が報道の自由がない国々の検閲を回避するために公開したサーバーとマップ。重要な報道がなされている。 | [ 58 ] [ 59 ] [ 60 ] [ 61 ] [ 62 ] [ 63 ] [ 64 ] [ 65 ] [ 66 ] [ 67 ] |
| Wynncraft              | 2013年4月                           | MMORPGとして機能するサーバー。 | [ 68 ]                                                                |